# 易卜拉欣·萨马多夫
易卜拉欣·别尔克马诺维奇·萨马多夫（俄语：Ибрагим Беркманович Самадов，Ibragim Berkmanovich Samadov，1968年7月18日—），举重运动员、教练，出生于苏联俄罗斯车臣-印古什格罗兹尼地区，苏联解体后曾代表俄罗斯和哈萨克斯坦参加比赛。他最大的成就是1991年世界举重锦标赛上夺得金牌，而最著名的事迹是在1992年巴塞罗那奥运会上拒绝接受奖牌而被国际奥委会、国际举重联合会终身禁赛。

## 生平
萨马多夫在1991年世界举重锦标赛85公斤级比赛中，力克队友亚历山大·布利希克，收获金牌。在1992年欧洲举重锦标赛上，他战胜波兰选手克日什托夫·谢米翁和希腊选手皮洛士·季马斯，获得冠军。
1992年夏天，萨马多夫和阿尔季穆拉特·奥拉兹杜尔季耶夫一起代表出战巴塞罗那奥运会85公斤级比赛。但在比赛开始前15分钟，主教练瓦西里·阿列克谢耶夫突然拒绝让奥拉兹杜尔季耶夫出场，由萨马多夫独自登台。最终，萨马多夫、谢米翁、季马斯的总成绩都为370公斤。萨马多夫因为体重大0.05公斤而屈居季军，季马斯凭借率先达到总成绩而获得金牌。在颁奖嘉宾为运动员挂上奖牌时，萨马多夫没有俯身低头，而是直接用手接过奖牌，将其放在领奖台上，然后径直离开了仪式。这一不体面的行为引发了轩然大波，甚至有人猜测其中隐含着政治意味。三天后，国际奥委会宣布禁止萨马多夫参加奥运会，国际举重联合会也决定将他终身禁赛。
经过一番斡旋，国际举联的禁令被缩短为两年，但萨马多夫仍不被允许参加1996年奥运会。由于车臣地区的复杂局势不利于训练，萨马多夫转而去往哈萨克斯坦进行训练。1997年，他代表哈萨克斯坦出战亚洲举重锦标赛，获得一枚金牌，但在随后的1997年世界举重锦标赛试举失败，没有成绩。他于1997年末退役。
退役后，萨马多夫成为举重教练。他曾担任俄罗斯男子青年队教练，2021年任俄罗斯国家举重队主教练。

## 成绩
| 年份 | 比赛           | 地点           | 级别 | 体重  | 成绩  | 成绩  | 成绩  | 排名 |
| 年份 | 比赛           | 地点           | 级别 | 体重  | 抓举  | 挺举  | 合计  | 排名 |
| ---- | -------------- | -------------- | ---- | ----- | ----- | ----- | ----- | ---- |
| 1991 | 世界举重锦标赛 | 德国多瑙艾辛根 | 82.5 | 81.65 | 162.5 | 205.0 | 367.5 |      |
| 1992 | 欧洲举重锦标赛 | 匈牙利塞克萨德 | 82.5 | 81.85 | 165.0 | 205.0 | 370.0 |      |
| 1992 | 奥林匹克运动会 | 西班牙巴塞罗那 | 82.5 | 81.85 | 167.5 | 202.5 | 370.0 | 3    |
| 1997 | 亚洲举重锦标赛 | 中国扬州       | 83   | ？    | 165.0 | 200.0 | 365.0 |      |
| 1997 | 世界举重锦标赛 | 泰國清迈       | 83   | 82.45 | —     | —     | —     | —    |